# Palmon bellator
Palmon bellator är en stekelart som beskrevs av Johan Wilhelm Dalman 1825. Palmon bellator ingår i släktet Palmon och familjen gallglanssteklar. Inga underarter finns listade i Catalogue of Life.